# Izuku Midoriya
Izuku Midoriya (緑谷 出久?, Midoriya Izuku), conosciuto anche con il suo nome da eroe Deku (デク?), è un personaggio immaginario ideato da Kōhei Horikoshi e il protagonista del manga e anime My Hero Academia. È un giovane ragazzo nato senza superpoteri, conosciuti come "Quirks" nella serie, che viene scelto come nono successore del One For All dal suo idolo All Might, riuscendo così a iscriversi al Liceo Yuuei.
Nei doppiaggi originali dell'anime è interpretato da Daiki Yamashita e da Akeno Watanabe, nell'adattamento italiano invece da Simone Lupinacci. Il personaggio è stato accolto positivamente dalla critica per la sua personalità e il suo sviluppo. Anche il suo doppiaggio nell'anime è stato elogiato.

## Concezione e sviluppo
Izuku fu ideato da Kōhei Horikoshi per un one-shot del 2008 chiamato Boku no Hero. Horikoshi chiamò inizialmente il personaggio Jack Midoriya (緑谷 ジャック?, Midoriya Jakku), un impiegato malato che lavora per un'azienda di supereroi. Successivamente decise di cambiare il personaggio in uno studente per My Hero Academia, ma per il resto la personalità rimase uguale. Un altro prototipo del personaggio fu Mikumo Akatani (赤谷 海雲?, Akatani Mikumo), un ragazzo dai capelli neri senza Quirk che utilizza armi e gadget per combattere. Horikoshi rivalutò il design di Akatani, decidendo infine di accorciare i capelli quando progettò Izuku Midoriya.
Inizialmente Izuku doveva rimanere senza superpoteri. Horikoshi cambiò idea, dando al personaggio il One For All, dopo i suggerimenti degli editori, che sostennero che un protagonista senza poteri speciali sarebbe stato offuscato dai personaggi minori.
L'ultimo carattere del suo nome  (久?, ku) in giapponese può essere anche pronunciato allo stesso modo di "nove" (九?, kyū), in riferimento al fatto che lui sia il nono portatore del One For All, mentre il cognome deriva dalla parola "midori"  (緑?, midori) che significa verde, come il colore dei suoi capelli.

### Doppiaggio
Il doppiatore di Izuku nell'adattamento animato è Daiki Yamashita. Yamashita spiegò in un'intervista come la sua interpretazione di Deku cambiò con lo sviluppo del personaggio. Cercò di interpretare il personaggio sempre più "forte" man mano che la serie progrediva e durante i combattimenti cercò di esprimere la forza mentale del personaggio. Per prepararsi alle urla del protagonista, Yamashita solitamente mangia prima delle registrazioni.
Nel doppiaggio italiano è interpretato da Simone Lupinacci. Secondo Lupinacci, la parte più difficile nell'interpretazione fu quando il personaggio borbotta, dato che nel doppiaggio originale parla velocemente e a bassa voce. Lupinacci sostenne che «In Izuku ci sia po' ognuno di noi».

## Descrizione del personaggio

Izuku Midoriya nella copertina del volume 15 del manga

Izuku Midoriya è un ragazzo di sedici anni (quattordici al debutto) con capelli e occhi verdi. Ha un carattere timido e si spaventa facilmente, essendo stato vittima di bullismo, ma ha un grande senso di altruismo e giustizia. Una volta ottenuto il rispetto di All Might ed essere diventato suo allievo, Izuku ha sviluppato un grande coraggio, cosa che gli ha permesso di tenere testa a Bakugo ed ha ulteriormente aumentato il suo altruismo, convincendolo che se c'è una possibilità tangibile che qualcuno possa essere salvato, bisogna tentare con tutte le proprie forze. Il suo lato empatico lo porta inoltre a tentare di capire chi sia il nemico che ha di fronte, ad esempio rispecchiandosi in Gentle Criminal e rispettando Tomura nei suoi ultimi momenti nonostante le loro profonde divergenze; al contrario ha un aborrimento viscerale verso i villain veramente senza scrupoli come Overhaul, che porta Izuku ad affrontarli ferocemente pur di fermarli. 
In situazioni estreme o traumatiche, come dopo la guerra contro il Fronte per la liberazione del sovrannaturale, Deku diventa più cupo, eccessivamente serio e dedito ad essere un eroe unicamente per fermare ogni minaccia nel modo più efficiente e rapido possibile per riportare la tranquillità a tutti, allontanando e allontanandosi da famigliari e amici per proteggerli. Questo lato di Izuku volto a fermare il male ad ogni costo pur di riportare la pace lo allontana dall'idea di "hero", come fatto notare anche dallo stesso Tomura nel loro scontro finale. 
Ha buone capacità di analisi ed essendo un appassionato di eroi, conosce bene i loro Quirk e le loro capacità sul campo nei minimi dettagli, applicando o sfruttando a sua volta queste tattiche. Tende ad aiutare le persone con problemi personali ed emotivi, indipendentemente dal fatto che siano affari suoi, sostenendo che un eroe dovrebbe intromettersi nella vita degli altri. Esteriorizza le sue osservazioni borbottando, un'abitudine che infastidisce i suoi coetanei, incluso All Might. È implicito che abbia una cotta per Ochaco, arrossendo in sua presenza più che con altre ragazze.

### Poteri e abilità
Izuku ha ricevuto da All Might il "One For All" (ワン・フォー・オール?, Wan Fō Ōru, lett. "uno per tutti"), un Quirk speciale che unisce la forza di più di uomini in un corpo solo donandogli capacità fisiche straordinarie. Questa abilità non è innata, ma è passata da una persona all'altra. Il difetto iniziale del Quirk è che se il corpo non è temprato abbastanza, il suo potere rischierebbe di uccidere il suo nuovo contenitore; anche dopo essere diventato sufficientemente vigoroso per poter usare il Quirk, all'inizio Izuku non riusciva comunque a sopportarne l'uso al 100%, autolesionandosi e danneggiando pesantemente entrambe le sue braccia, ma con l'allenamento sia fisico sia mentale è riuscito a trovare un livello base che potesse sostenere (nel suo caso, il 5%) e poi gradualmente aumentare la soglia di potenza da sprigionare. Dopo essere entrato in contatto con le "vestigia" del One For All, al cui interno è presente una parte di tutti i suoi precedenti possessori, Deku ha ottenuto ulteriori poteri oltre il solo aumento della forza fisica:
- Gearshift (変速?, Hensoku): Quirk del secondo possessore, Kudo Toshitsugu. Originariamente permetteva a Kudo di modificare a proprio piacimento la velocità di oggetti di piccole dimensioni, accelerandoli o rallentandoli ignorando l'inerzia; usato assieme al One For All, il Quirk consente di applicare le sue proprietà anche a oggetti molto più grandi ed alle persone, compresi se stessi.
- Fa Jin (発勁?, Hakkei, lett. "scarica di potenza"): Quirk del terzo possessore, Bruce Lee, che permette di accumulare energia cinetica e rilasciarla in seguito per potenziare la velocità o la forza.[7] Usato assieme al One For All, questo Quirk può anche potenziare altri Quirk.
- Danger Sense (危機感知?, Kiki kanchi): Quirk del quarto possessore, Hikage Shinomori, che avvisa il possessore di pericoli nelle loro vicinanze.[8]
- Frusta nera (黒鞭?, Kuro muchi): Quirk del quinto possessore, Daigoro Banjo, che manifesta delle fruste di energia oscura in grado di aggrappare oggetti o catturare nemici.[9]
- Smokescreen (煙幕?, Enmaku): Quirk del sesto possessore, En Tayuyai, che permette di creare fitte nuvole di fumo.[10]
- Float (浮遊?, Fuyū): Quirk della settima posseditrice, Nana Shimura, che permette di levitare.[11]

La maggior comprensione del One For All ha reso il Quirk molto sensibile al suo "gemello" All For One, permettendo in particolari condizioni ai possessori dei due Quirk di entrare in mentalmente risonanza e di condividere anche i ricordi.
Deku ha dovuto sacrificare il One For All durante lo scontro con Tomura e dopo un paio d'anni in cui ha potuto usare ancora le "braci", è tornato ad essere senza Quirk. Otto anni dopo, nell'epilogo, a sorpresa riceve un'armatura hi-tech come regalo da parte di All Might e tutti i suoi amici, con la quale ha ripreso il lavoro come eroe.

## Biografia del personaggio

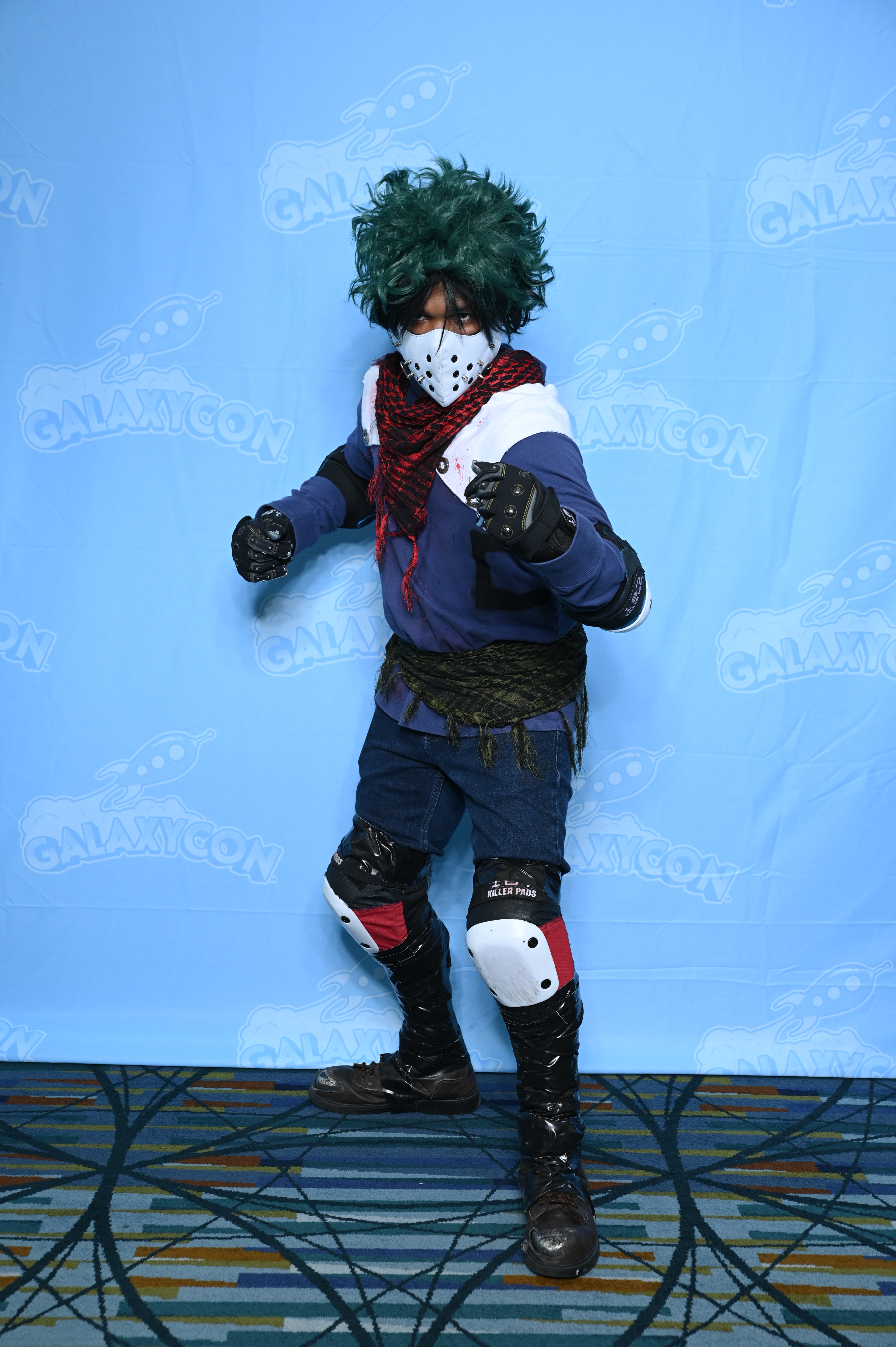
Cosplayer di Izuku Midoriya

Izuku Midoriya è un giovane ragazzo nato senza superpoteri, nonostante il suo sogno è sempre stato quello di diventare un eroe. Nella sua infanzia è stato vittima di bullismo per questo anche dal suo compagno di scuola Bakugo. All'età di 14 anni viene scelto dal suo idolo All Might come nono successore del One For All per la sua indole eroica. Si allena quindi con lui per ottenere un corpo che possa sopportare tale Quirk.
Izuku si presenta all'esame di ammissione del Liceo Yuuei dove salva Ochaco Uraraka dall'essere schiacciata. Lei, in segno di riconoscenza, chiede agli insegnanti un punteggio aggiuntivo per Izuku, non sapendo che per la sua azione aveva già passato l'esame. Nel corso della serie, per la sua indole, Izuku si è sforzato di aiutare i suoi amici e compagni di classe nel superare i loro problemi e diventare migliori assieme, influenzando in parte anche il loro modo di pensare (come accaduto con Todoroki). Durante il suo periodo come studente, Izuku lentamente inizia a formare la sua identità come persona e come eroe, allontanandosi dall'idea che ha di All Might che lo stava affossando: così riesce ad esempio a capire come usare il suo Quirk in tutto il corpo a modo suo e a sviluppare uno stile di combattimento unico. Un punto di svolta nel capire i suoi poteri avviene grazie a Shinso, il cui Quirk ha avuto l'effetto collaterale di far entrare in contatto Izuku e le vestigia dei precedenti possessori del One For All, scoprendo man mano di poter usare a sua volta i loro poteri.
Dopo la guerra contro il Fronte per la liberazione del sovrannaturale, entra in uno stato comatoso durante il quale ha un dialogo con le vestigia del One For All, che gli comunicano di aver deciso che sarà l'ultimo possessore, anche perché, come All Might, è nato senza un Quirk e solo chi non ne ha già uno può contenerne l'immenso potere senza accorciare drasticamente la propria vita. Deku scopre anche che Tomura Shigaraki è diventato abbastanza forte da poter rubare il One For All. Per questi due motivi, Izuku decide di lasciare lo Yuei per poter combattere Shigaraki e il suo esercito di villain senza mettere in pericolo i suoi compagni di classe. Prima di partire, informa i suoi compagni di classe e molti dei migliori eroi delle sue intenzioni e dell'esistenza di One For All, venendo aiutato da loro nella sua caccia ai villain. I suoi compagni di classe riescono a rintracciarlo e a riportarlo a scuola, ricordandogli quanto è stato importante per tutti loro averlo come amico, persino Bakugo, che si scusa con lui per tutti i suoi soprusi. In seguito guida gli eroi in un'ultima, strenua battaglia contro Tomura (inizialmente posseduto da All For One) e All For One stesso.
Dopo il diploma, Izuku diventa un insegnante alla Yuei ma grazie ai progressi della tecnologia, riesce a tornare al servizio attivo di eroe insieme ai suoi compagni della Classe A, pur continuando la sua attività di insegnante.

## Altri media
Izuku è il protagonista anche dei film della serie My Hero Academia: Two Heroes, My Hero Academia: Heroes Rising, My Hero Academia: World Heroes' Mission e My Hero Academia: You're Next. Appare anche nella light novel spin-off Boku no Hero Academia: Yuuei Hakusho e il manga comico My Hero Academia Smash!!. Il personaggio appare anche nei videogiochi della serie My Hero Academia: Battle for All, My Hero: One's Justice e My Hero: One's Justice 2.
Nel musical ispirato alla serie, Izuku è interpretato da Shin Tamura.
Al di fuori del franchise di origine, Izuku è apparso come personaggio giocabile in Jump Force. Deku è anche apparso in Fortnite nel 2022. Una skin basata sul personaggio per Tracer in Overwatch 2 è stata distribuita dal 17 al 30 ottobre 2024.
Izuku è anche apparso in un video promozionale per Avengers: Infinity War in cui discute con Capitan America.

## Accoglienza

### Popolarità

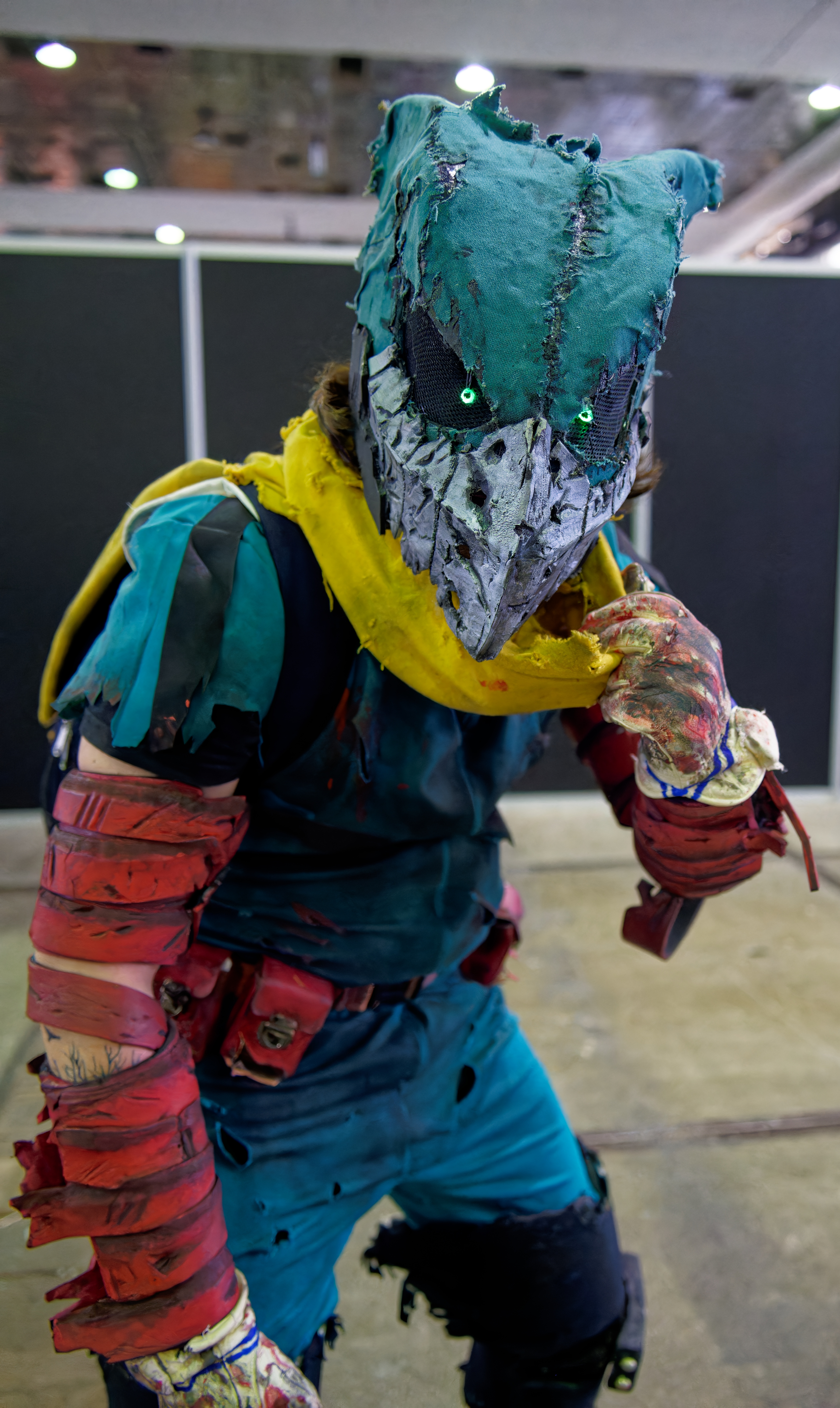
Cosplayer di Izuku Midoriya con indosso il suo costume da eroe al Made in Asia 2023

Izuku è stato accolto positivamente dal pubblico, diventando uno dei personaggi più popolari della serie. In un sondaggio sui personaggi di My Hero Academia tenuto da Crunchyroll, Deku è arrivato 1° con 11.429 voti. Nei sondaggi ufficiali giapponesi della serie, Deku solitamente arriva 2° dietro Katsuki Bakugo, tuttavia nel primo, terzo e quarto sondaggio è arrivato 1°. Anche nel primo sondaggio inglese è arrivato 1°. Izuku è arrivato 1° anche nel sondaggio di Tumblr dei migliori personaggi di anime e manga del 2019 e 2020; e 2° in quella del 2021. Nel "A Decade of Anime" di Funimation, Deku è tra i cinque vincitori della categoria "Best Boy of the Decade". È arrivato 6° nella categoria "Miglior personaggio maschile" dei 42° Anime Grand Prix nel 2020.
Anime! Anime! ha tenuto diversi sondaggi sui più popolari supereroi, Izuku è arrivato 2° dal 2021 al 2023. Nel sondaggio globale del 2024 "World Best Hero", Izuku è arrivato 2° solo dietro Bakugo. Ai Crunchyroll Anime Awards del 2017, Izuku ha vinto nella categoria "Eroe dell'anno" e la sua battaglia contro Bakugo è stata nominata come "Miglior scena di combattimento". Nel 2017 ha vinto nella categoria "Miglior eroe" ed è stato nominato in "Best Boy". Ha vinto nella suddetta categoria l'anno successivo e nel 2021 la sua battaglia contro Overhaul ha vinto le "Miglior scena di combattimento". Il doppiatore arabo Mohja AlSheak è stato nominato nel 2023 nella categoria "Miglior doppiatore (arabo)".

### Critica
Izuku è stato accolto positivamente dalla critica. Nick Creamer di Anime News Network ha definito Izuku un "personaggio molto amabile". Isaac Akers di The Fandom Post ha trovato il personaggio "il fulcro di My Hero Academia" grazie alla sua personalità, miscuglio di serietà, gentilezza e ingenuità. Akers ha sostenuto che è impossibile da odiare e si inserisce bene all'interno dell'opera. Daniel Kurland di Den of Geek ha elogiato le origini del personaggio e la sua empatia. Ha anche apprezzato l'incontro con All Might, che mostra bene come si è formato il loro rapporto non convenzionale.
Michelle Smith di Soluloquy in Blue ha apprezzato il personaggio, sostenendo che è molto intelligente visto che "spende molto tempo ad analizzare come possono gestire le situazioni ed è molto bravo a ideare strategie". Smith ha anche sostenuto che "possiede tutte le qualità idealistiche che un buon eroe shōnen dovrebbe avere. È sempre pronto ad aiutare il prossimo, anche se non gli viene chiesto". Nerissa Rupnarine di Comic Book Resources, mentre stava discutendo dei suoi frequenti risultati nei sondaggi di My Hero Academia, ha scritto che Midoriya spicca nonostante la personalità e doti comuni degli eroi shōnen, aggiungendo che il suo sviluppo "è veramente ammirevole e accattivante da guardare". Teo Bugbee del The New York Times nella sua recensione del film My Hero Academia: Heroes Rising, ha evidenziato come la dolcezza di Izuku "(ha aggiunto molto) alla potenza emotiva del film".
Anche il rapporto tra lui e Ochaco Uraraka è stato elogiato. Rae Grimes di Comic Book Resources lo ha apprezzato e ha notato la loro fiducia reciproca. Secondo Lauren Kells di Screen Rant, Ochaco e Izuku hanno una bella chimica, incoraggiandosi l'uno con l'altro, facendo l'esempio della sciarpa di Deku indossata da Ochaco nel finale.
I critici hanno elogiato anche il doppiaggio del personaggio. Alex Osborn di IGN ha detto che Daiki Yamashita è "perfetto" per Deku e ha descritto l'interpretazione del doppiatore inglese Justin Briner "eccellente". Tom Speelman di Polygon ha sostenuto che sia Yamashita che Briner hanno "azzeccato la personalità ottimistica ed eroica" con Briner che "ha aggiunto un po' di Morty Smith". Anche Kurland di Den of Geek ha elogiato il doppiaggio inglese del personaggio, aggiungendo che Briner sembrava "particolarmente a suo agio" e ha raccolto la sfida per evitare di renderlo fastidioso.